# Metagonyleptes calcar
Metagonyleptes calcar is een hooiwagen uit de familie Gonyleptidae.